# Xylophanes hydrata
Espèce
Xylophanes hydrata est une espèce de lépidoptères de la famille des Sphingidae, de la sous-famille des Macroglossinae, tribu des Macroglossini, sous-tribu des Choerocampina, et du genre Xylophanes.

## Description
L'espèce ressemble à Xylophanes elara mais elle est légèrement plus grand et les lignes post-médianes et les taches veineuses sur la ligne submarginale sur le dessus de la partie antérieure des ailes sont plus fortes. La ligne postmédiane à la base de la partie inférieure antérieure de la pointe commence par une ligne mais devient ensuite une rangée de points. Souvent, la ligne est formée uniquement à partir de taches veineuses ou peut même être entièrement absente.

## Biologie
- Les larves se nourrissent sur Psychotria panamensis, Psychotria nervosa et Pavonia guanacastensis.
- Les adultes volent toute l'année.

## Distribution et habitat
Distribution
L'espèce est connue depuis l'ouest du Brésil jusqu'en Bolivie et au Pérou.

## Systématique
L'espèce Xylophanes hydrata a été décrite par les entomologistes Lionel Walter Rothschild et Karl Jordan, en 1903.